# Jonathan Hazen
Jonathan Hazen (né le 18 juin 1990 à Val-Bélair, dans la province de Québec au Canada) est un joueur canadien de hockey sur glace.

## Carrière
Joueur originaire de Val-Bélair, devenu en 2002 un quartier de la ville de Québec, il joue quatre saisons dans la Ligue de hockey junior majeur du Québec. N'ayant jamais été repêché par un club de la Ligue nationale de hockey, il signe un contrat à titre d'agent libre avec les Panthers de la Floride le 19 mars 2011. De 2011 à 2014, il joue dans la Ligue américaine de hockey et l'ECHL, entre autres pour le Rampage de San Antonio. Pour la saison 2014-2015, il joue en Europe en Italie à Eppan/Appiano pour le Hockey Club Eppan Pirats.
Pour 2015-2016, il se joint en Suisse au Hockey Club Ajoie à Porrentruy, dont il devient le deuxième meilleur compteur en saison régulière. Il signe alors une prolongation de contrat de deux ans pour ce club.
Formant un duo d'attaque avec son compatriote Philip-Michaël Devos, Jonathan Hazen remporte avec le HC Ajoie la Swiss League en 2016, la Coupe de Suisse en 2020 et à nouveau la Swiss League en 2021, ce dernier titre permettant au club jurassien d'être promu en National League.
L'ailier canadien entame sa première saison dans l'élite du hockey suisse par une grave blessure au genou, qui l'éloigne des patinoires pour la quasi-totalité du championnat. Il revient au jeu pour la saison 2022-2023, participant à la lutte contre la relégation du HC Ajoie, qui sauve sa place en National League lors d'un barrage contre le HC La Chaux-de-Fonds.

## Statistiques

### En club

#### Championnat
| Saison          | Équipe                 | Ligue            |     | Saison régulière | Saison régulière | Saison régulière | Saison régulière | Saison régulière |    | Séries éliminatoires | Séries éliminatoires | Séries éliminatoires | Séries éliminatoires | Séries éliminatoires |
| Saison          | Équipe                 | Ligue            | PJ  | B                | A                | Pts              | Pun              | PJ               | B  | A                    | Pts                  | Pun                  |                      |                      |
| 2007-2008       | Foreurs de Val-d'Or    | LHJMQ            | 65  | 21               | 19               | 40               | 25               | 4                | 2  | 1                    | 3                    | 0                    |                      |                      |
| 2008-2009       | Foreurs de Val-d'Or    | LHJMQ            | 62  | 20               | 25               | 45               | 26               | -                | -  | -                    | -                    | -                    |                      |                      |
| 2009-2010       | Foreurs de Val-d'Or    | LHJMQ            | 53  | 24               | 35               | 59               | 59               | 6                | 2  | 1                    | 3                    | 2                    |                      |                      |
| 2010-2011       | Foreurs de Val-d'Or    | LHJMQ            | 62  | 41               | 42               | 83               | 29               | 1                | 0  | 0                    | 0                    | 5                    |                      |                      |
| 2011-2012       | Rampage de San Antonio | LAH              | 9   | 1                | 0                | 1                | 0                | -                | -  | -                    | -                    | -                    |                      |                      |
| 2011-2012       | Cyclones de Cincinnati | ECHL             | 48  | 12               | 19               | 31               | 30               | -                | -  | -                    | -                    | -                    |                      |                      |
| 2012-2013       | Rampage de San Antonio | LAH              | 48  | 2                | 14               | 16               | 14               | -                | -  | -                    | -                    | -                    |                      |                      |
| 2012-2013       | Cyclones de Cincinnati | ECHL             | 12  | 6                | 4                | 10               | 5                | -                | -  | -                    | -                    | -                    |                      |                      |
| 2013-2014       | Rampage de San Antonio | LAH              | 10  | 0                | 0                | 0                | 2                | -                | -  | -                    | -                    | -                    |                      |                      |
| 2013-2014       | Cyclones de Cincinnati | ECHL             | 58  | 22               | 28               | 50               | 45               | 24               | 8  | 11                   | 19                   | 10                   |                      |                      |
| 2014-2015       | HC Appiano             | Serie A          | 37  | 25               | 32               | 57               | 63               | 7                | 2  | 8                    | 10                   | 2                    |                      |                      |
| 2015-2016       | HC Ajoie               | LNB              | 44  | 32               | 29               | 61               | 36               | 18               | 12 | 17                   | 29                   | 16                   |                      |                      |
| 2016-2017       | HC Ajoie               | LNB              | 48  | 34               | 38               | 72               | 62               | 10               | 9  | 9                    | 18                   | 6                    |                      |                      |
| 2017-2018       | HC Ajoie               | SL               | 46  | 28               | 44               | 72               | 40               | 10               | 3  | 7                    | 10                   | 4                    |                      |                      |
| 2018-2019       | HC Ajoie               | SL               | 42  | 30               | 32               | 62               | 37               | 7                | 2  | 4                    | 6                    | 12                   |                      |                      |
| 2019-2020       | HC Ajoie               | SL               | 38  | 39               | 44               | 83               | 32               | 5                | 4  | 3                    | 7                    | 0                    |                      |                      |
| 2020-2021       | HC Ajoie               | SL               | 46  | 41               | 40               | 81               | 38               | 13               | 7  | 10                   | 17                   | 8                    |                      |                      |
| 2021-2022       | HC Ajoie               | NL               | 8   | 2                | 4                | 6                | 0                | -                | -  | -                    | -                    | -                    |                      |                      |
| 2022-2023       | HC Ajoie               | NL               | 38  | 12               | 21               | 33               | 2                | 6                | 4  | 1                    | 5                    | 0                    |                      |                      |
| 2022-2023       | HC Ajoie               | NL Qualification | -   | -                | -                | -                | -                | 1                | 1  | 0                    | 1                    | 0                    |                      |                      |
| 2023-2024       | HC Ajoie               | NL               | 51  | 15               | 20               | 35               | 8                | -                | -  | -                    | -                    | -                    |                      |                      |
| 2024-2025       | HC Ajoie               | NL               | 41  | 9                | 17               | 26               | 10               | 6                | 1  | 0                    | 1                    | 2                    |                      |                      |
| 2024-2025       | HC Ajoie               | NL Qualification | -   | -                | -                | -                | -                | 4                | 5  | 3                    | 8                    | 0                    |                      |                      |
| Totaux ECHL     | Totaux ECHL            | Totaux ECHL      | 118 | 40               | 51               | 91               | 80               | 24               | 8  | 11                   | 19                   | 10                   |                      |                      |
| Totaux LNB / SL | Totaux LNB / SL        | Totaux LNB / SL  | 264 | 204              | 227              | 431              | 245              | 63               | 37 | 50                   | 87                   | 46                   |                      |                      |
| Totaux NL       | Totaux NL              | Totaux NL        | 140 | 38               | 62               | 100              | 22               | 12               | 5  | 1                    | 6                    | 2                    |                      |                      |

#### Tournoi
| Saison    | Équipe           | Compétition     |   | PJ | B | A  | Pts | Pun                |  | Résultat |
| 2014-15   | HC Appiano       | Coupe d'Italie  | 2 | 0  | 1 | 1  | 2   | Quart de finale    |  |          |
| 2015-2016 | HC Ajoie         | Coupe de Suisse | 2 | 5  | 2 | 7  | 2   | Huitième de finale |  |          |
| 2016-2017 | HC Ajoie         | Coupe de Suisse | 1 | 0  | 1 | 1  | 0   | Seizième de finale |  |          |
| 2017-2018 | HC Ajoie         | Coupe de Suisse | 4 | 2  | 1 | 3  | 2   | Demi-Finale        |  |          |
| 2018-2019 | HC Ajoie         | Coupe de Suisse | 1 | 1  | 0 | 1  | 0   | Seizième de finale |  |          |
| 2019-2020 | HC Ajoie         | Coupe de Suisse | 5 | 8  | 8 | 16 | 0   | Vainqueur          |  |          |
| 2020-2021 | HC Ajoie         | Coupe de Suisse | 3 | 1  | 1 | 2  | 4   | Quart de finale    |  |          |
| 2023      | Équipe du Canada | Coupe Spengler  | 4 | 4  | 1 | 5  | 4   | Demi-Finale        |  |          |

## Trophées et honneurs personnels

### Ligue nationale B/Swiss League
- Champion de Suisse 2016 et 2021 avec le HC Ajoie.
- Promotion en National League en 2021 avec le HC Ajoie.
- Joueur ayant inscrit le plus de buts en 2015-2016 (32), en 2017-2018 (30), en 2019-2020 (39) et en 2020-2021 (41).
- Joueur ayant inscrit le plus de points en 2017-2018 (72) et en 2020-2021 (81).
- Joueur ayant inscrit le plus de passes (17) et de points (29) lors des séries éliminatoires en 2016.

### Coupe de Suisse
- Vainqueur en 2020 avec le HC Ajoie.
- Joueur ayant inscrit le plus de points en 2015-2016 (7) et en 2019-2020 (16).

### ECHL
- Joueur du mois de février 2014.